# Şərəfxanlı
Şərəfxanlı è un comune dell'Azerbaigian situato nel distretto di Ağcabədi. Conta una popolazione di 725 abitanti.